# Стадион ГКС Катовице
Стадион ГКС Катовице - стадион, расположенный в Силезском парке в Катовице, где играет команда ГКС Катовице.

## Описание стадиона
Стадион ГКС в Катовице - один из немногих в стране чисто футбольных стадионов. 
Обогреваемый газон поля площадью 110 х 70 м окружают три трибуны: основная (крытая конструкция, в которой находится комплекс организационно-технических помещений), северная (железобетонная конструкция, окончательно крытая) и западный (крытая земляная конструкция). Всего на объекте с 13 самостоятельными секторами можно разместить почти 11 тысяч человек. Из соображений безопасности каждый сектор окружен стальными заграждениями высотой 2,2 метра. Специальная почетная трибуна рассчитана на 190 мест.

## Расположение и окрестности стадиона
Стадион расположен в 4 км к западу от центра Катовице. Он окружён Силезским парком и является частью крупнейшего спортивно-оздоровительного комплекса в Польше с точками общественного питания и отдельными автостоянками для гостей общей вместимостью около 900 машин.

## Фотогалерея

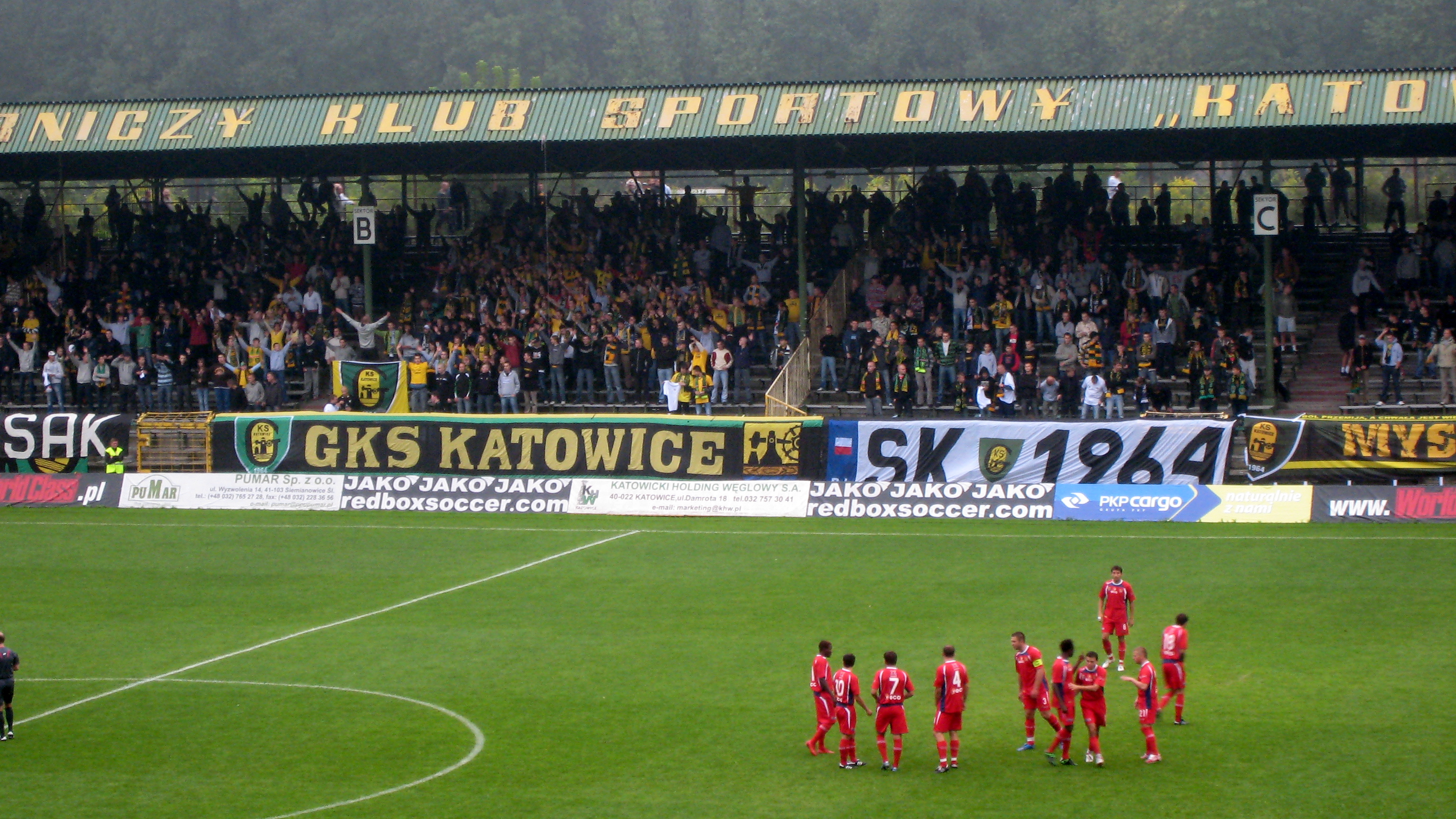
Фанаты ГКС Катовице
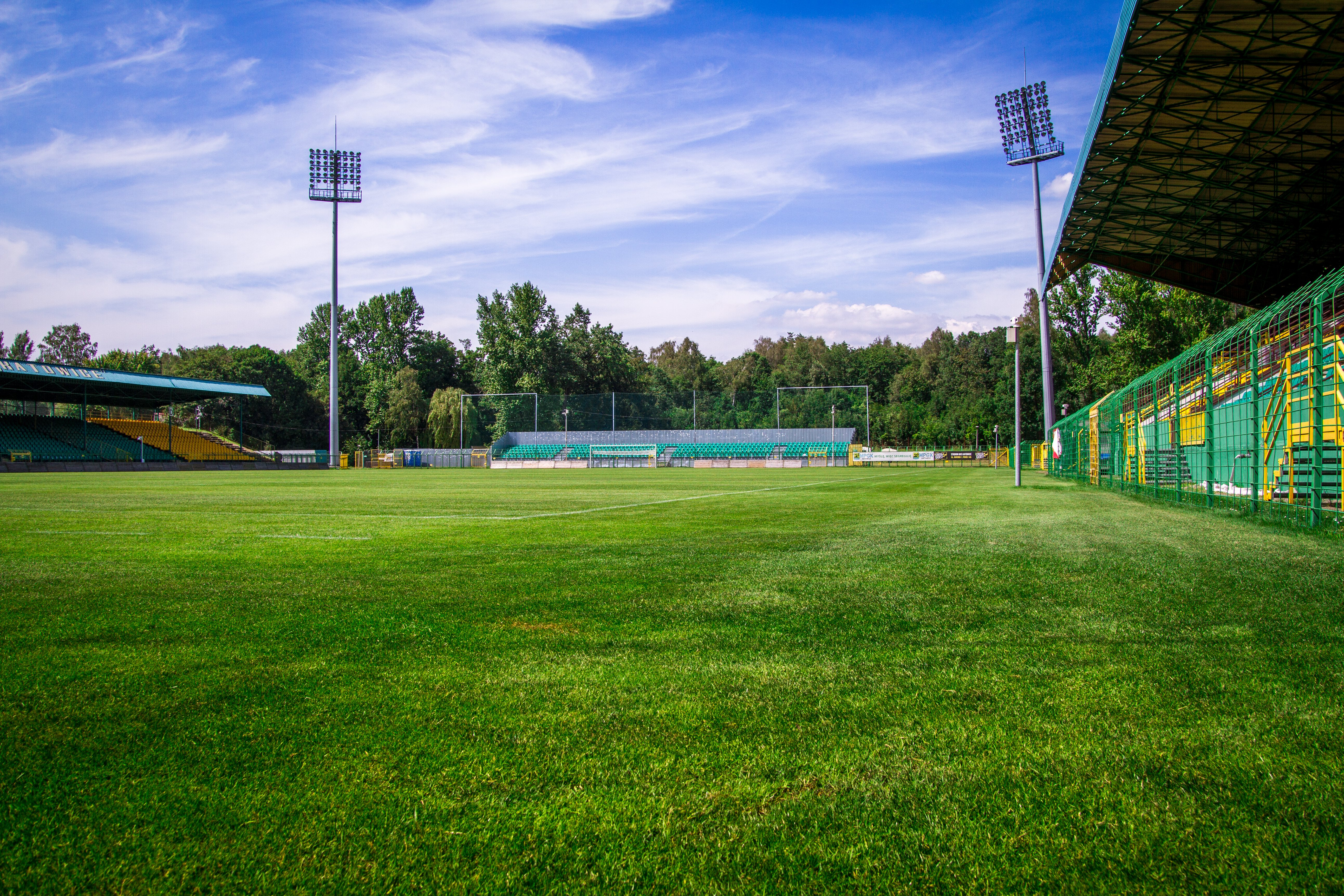
Поле стадиона
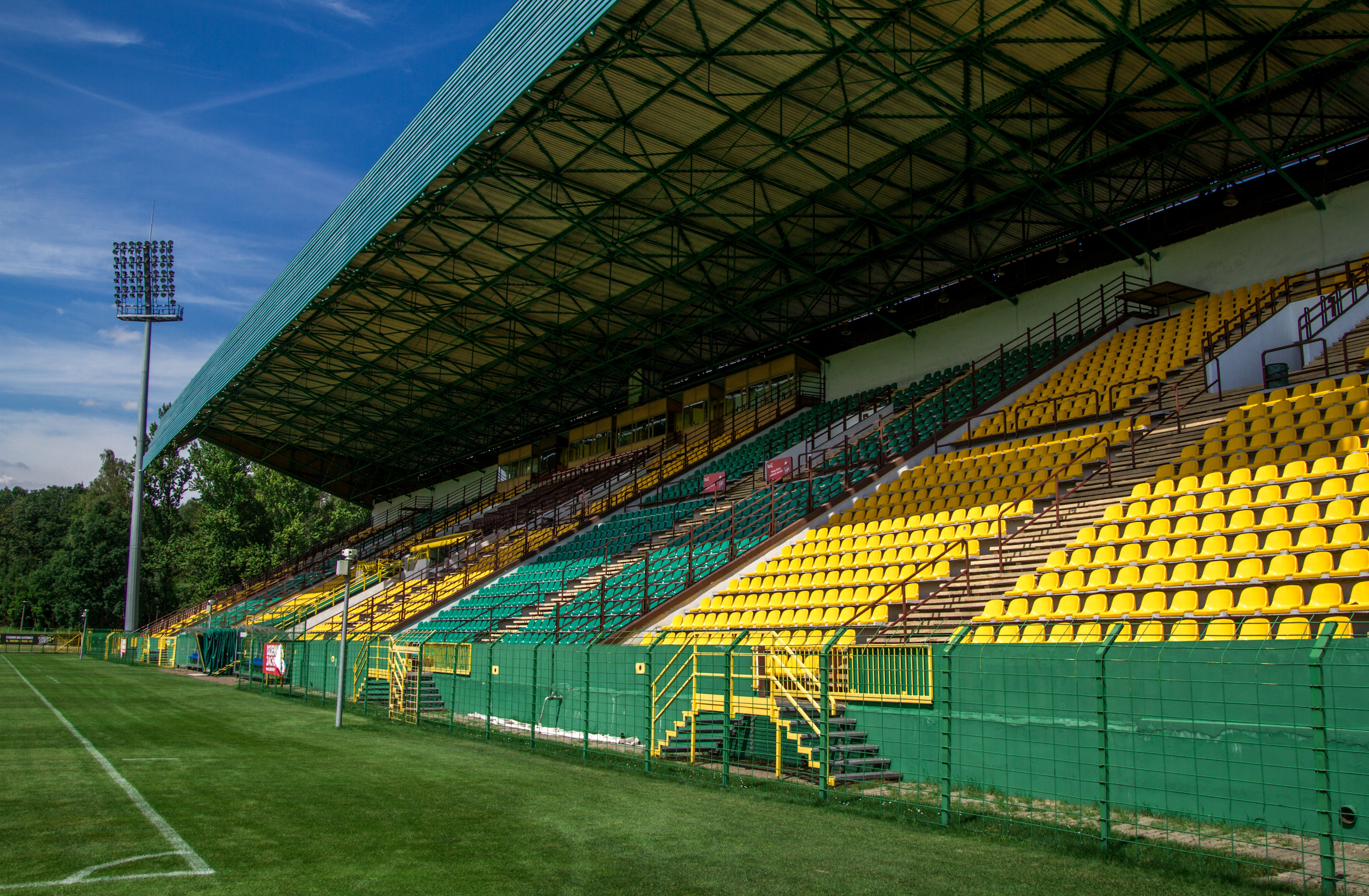
Трибуны стадиона